# Чешме
Чешме (тур. Çeşme) — місто в Туреччині, розташоване за 80 кілометрів на захід від Ізміру, на однойменному півострові та навпроти грецького острова Хіос.

## Історія
Раніше тут знаходилося грецьке місто Крини (грец. Κρήνη).
Відоме Чесменським морським боєм в червні 1770 року, коли Російська середземноморська ескадра знищила накопичений тут турецький флот. В честь цього «чесменськими» стали називатися кілька об'єктів у Росії, у тому числі і знаменита незвичайною архітектурою Чесменська церква.
У 1922 році налічував 17 тисяч мешканців, переважно греків.

## Сучасний стан
Чешме — один з курортів Егейського моря. Чешме знаходиться за 80 кілометрів від Ізміра на самому заході Туреччини. Тут багато термальних джерел, води яких надходять прямо в готелі курорту.
Найпопулярніший пляж у Чешме — Алтинкум, розташований в 10 кілометрах від самого міста.
Національний склад: греки - 72%, турки - 28%.